# Skrajnica
Skrajnica – wieś w Polsce położona w województwie śląskim, w powiecie częstochowskim, w gminie Olsztyn.
Nazwa wsi wywodzi się od nazwy topograficznej „skraj”/„skrajny” w gwarze przyjmującej formę „skrajniec”.

## Historia
Pierwsze wzmianki na temat miejscowości pojawiły się w 1578 roku, kiedy była ona własnością Wojciecha Janowskiego. W latach 1975–1998 miejscowość administracyjnie należała do województwa częstochowskiego.
W Skrajnicy znajduje się murowana kaplica pod wezwaniem Matki Bożej Wspomożycielki Wiernych (pozwolenie na budowę wydano w 1988 roku). Msze odpustowe odbywają się corocznie w Dniu Matki.
W miejscowości działają między innymi Koło Gospodyń Wiejskich, Stowarzyszenie Ludowych Twórców Kultury i świetlica środowiskowa. Działa komunikacja autobusowa. Przez wieś przebiega  Szlak Rowerowy Olsztyński, a w sąsiedztwie  Szlak Walk 7 Dywizji Piechoty i  Szlak im. B. Rychlik.